# MKb.42(W)
Maschinenkarabiner 42 (W) (карабін модель 1942 (Walther)) або MKb 42 (w) - це рання німецька штурмова гвинтівка, розроблена в 1940-41 роках Вальтером під час Другої світової війни . Mkb 42 (W) та більш успішний Maschinenkarabiner 42 (H), розроблений Хаенелом, були попередниками пізнішої штурмової гвинтівки Sturmgewehr 44 або StG 44.

## Історія
Вже в 1918 році німецька армія почала вивчати можливість використання проміжного патрона і гвинтівки.  Однак поєднання військової ортодоксальності, обмежених коштів та обмежень Версальського договору на розвиток озброєнь, змусило Німеччину прийняти Mauser Karabiner 98K 21 червня 1935 року. З 1939 року німецька армія збирала бойові звіти, які аналізували для визначення бойових умов та тактичних тенденцій з метою розробки нових тактик та вимог до спорядження.  Одною з причин пошуку нового типу зброї було те, що існуючий гвинтівковий патрон 7,92x57 мм був потужнішим і дальнішим, ніж було потрібно. Оскільки більшість боїв відбувалися на відстані менше ніж 400 м, а отже може бути використаний менш потужний патрон, що означало б, що солдат міг носити більше боєприпасів, зброя могла бути коротшою, легшою і з меншою віддачею  та автоматичною.  Пістолети-кулемети існували ще з часів Першої світової війни, але вони застосовували боєприпаси пістолетного калібру, і їм бракувало як дальності, так і точності, яку шукала німецька армія. Потрібен був новий проміжний патрон, і 7,92 × 33 мм Kurz був розроблений у відповідь на цю вимогу. Специфікація передбачала нову зброю, яка була більшою за пістолет-кулемет, точнішою, дальнішою та маневренішою, ніж повнорозмірна гвинтівка.

## Дизайн
Контракти на зброю під 7,92 × 33-міліметровий патрон Kurz були видані Хаенелу та Вальтеру, яким було запропоновано представити прототип зброї під назвою Maschinenkarabiner 1942 .  (H) та (W) у своїх назвах посилалися на перші букви кожного виробника зброї Haenel та Walther. MKb 42 (W) стріляв із закритого затвора та використовував куркову систему стрільби, тоді як MKb 42 (H) стріляв з відкритого затвора та використовував ударник для стрільби. Обидва використовували велику кількість штампованих деталей, щоб пришвидшити та спростити будівництво, одночасно знижуючи витрати. Потім деталі клепали або зварювали між собою.  У грудні 1940 р. HWA у Куммерсдорфі випробував прототип гвинтівки кожної фірми Haenel і Walther. Обидві конструкції були випробувані на Східному фронті протягом 1942 р., І конструкція Haenel виявилася кращою, ніж MKb 42 (W) Walther. Німецька армія наказала внести ряд змін до MKb 42 (H), а позначення нової гвинтівки було MP 43 . Більшість характеристик MP 43 виходили від MKb 42 (H), із системою стрільби та закритим затвором, що надходили від MKb 42 (W). 

## Дивитися також
- Радянський еквівалентний боєприпас 7,62 × 39 мм
- Судаєва АС-44
- Федоров Автомат
- Калашников АК-47
- Список автоматів
- MKb 42 (H)
- StG 44